# Tempête tropicale Grace (2009)
Pour les articles homonymes, voir Cyclone tropical Grace.
La tempête tropicale Grace est le neuvième système tropical de la saison 2009 dans l'Atlantique nord et le septième à recevoir un nom. Née d'une forte dépression dans des eaux plutôt froide de l'Atlantique Est le 4 octobre, autour de 40° Nord, le National Hurricane Center de Miami la classe tempête tropicale en fin de journée entre l'archipel des Açores et le Portugal. Sa structure ressemble fortement à un cyclone tropical de très petite taille, avec un œil très distinct similaire à l'ouragan Vince d'octobre 2005 dans le même secteur. En se déplaçant vers l'Irlande, la tempête est absorbée le 6 octobre au soir par une dépression des latitudes moyennes assez loin au large de la Bretagne.
Ayant passé la majorité de sa vie en mer, Grace n'a pas causé de dégâts. Il est seulement tombé jusqu'à 50 mm de pluie sur les Açores, l'Irlande et le Royaume-Uni.

## Évolution météorologique
Le 27 septembre, une large dépression des latitudes moyennes est née le long d’un front à 760 km à l'est de Cape Race (Terre-Neuve). Le lendemain, le système devient occlus et se dirige vers le sud-est à une vitesse de 22 à 26 km/h. Le 1er octobre, la dépression occluse vire vers le nord-est et commence à décrire une boucle anti-horaire sur les Açores. Le 2 octobre, son centre forme une circulation plus compare de 56 km de rayon qui se détache du reste de la dépression.
Durant un jour et demi, des orages épars se forment. Les images du satellite météorologique, vers 18 h TU le 3 octobre, montraient que l’air chaud entoure le centre, une caractéristique tropicale, et que la zone frontale s’en détache. Douze heures plus tard, ce cyclone extratropical devient tropical à environ 215 km de Lajes aux Açores, sans passer par un stage subtropical. En effet, le centre de circulation en surface est détaché de tout centre en altitude et son rayon est très petit, favorisant un développement rapide de la convection.
En passant au large des Açores, Grace forme un mur de convection autour de ce qui ressemble à un œil tard le 4 octobre. Il accélère vers l’est puis vers le nord et devient enchâssé dans un flux d’altitude du sud-ouest. Grace atteint son maximum de force de vent à 55 nœuds (100 km/h) vers 00h TU le 5 octobre. Elle entre ensuite sur des eaux de surface de plus en plus froides et est capturée par une zone frontale vers 06h TU le 6 octobre. Le système devient extratropical à environ 35 km ouest-sud-ouest de Cork, Irlande. La petite dépression traverse la mer Celtique et se dissipe le 7 octobre vers 0 h TU lorsqu’elle approche des côtes du Pays de Galles.

## Statistiques
Le développement en système tropical n'a pas été anticipé par le National Hurricane Center. Bien que les bulletins du 1er et 2 octobre mentionnaient la dépression précursive, les météorologues estimaient que celle-ci ne se changerait pas en système tropical à cause des conditions généralement défavorables que l'on rencontre si au nord. Ce n'est que lorsque Grace montre des signes évidents de cyclogénèse tropicale sur les images satellitaires que les premiers bulletins la mentionnent.
Selon les annales du NHC, il n’y a pas d’autres cas de cyclone extratropical devenant une tempête tropicale aussi au nord sur le nord-est de l’Atlantique. Cependant, avant l’utilisation routière de la technique de Dvorak en 1972 et la diffusométrie par satellite, il était difficile de détecter l’intensité des cyclones tropicaux dans certaines parties du bassin atlantique où un tel développement aurait pu se produire.
La trajectoire du centre de Grace est presque exclusivement en mer. Son vent maximal et sa pression centrale ont donc été estimés par ces deux méthodes. Un cargo libérien passant à 176 km au sud du centre de Grace vers 6 h TU le 5 octobre, le Cap Castillo (A8PI5), signale des vents de 72 km/h du sud-ouest et une pression de 997,8 hPa. Les plus forts vents signalés sur terre sont de 50 km/h avec des rafales à 70 km/h sur l’île Santa Maria aux Açores.